# Clemens Giese
Clemens Giese (* 19. April 1879 in Arnsberg; † 5. Februar 1961 in Arnsberg) war Stabsveterinär, Mitarbeiter im Reichsgesundheitsamt und -innenministerium und einer der Pioniere des deutschen Tierschutzes.

## Leben
Er wurde im Jahr 1879 in Arnsberg geboren. Nach dem Besuch der Volksschule und des Arnsberger  Laurentianum Gymnasiums studierte Giese Veterinärmedizin. Während seines Studiums wurde er 1900 Mitglied der Burschenschaft Obotritia Berlin. Der promovierte Veterinärmediziner wurde danach Stabsveterinär. 1910 kam Giese ins Reichsgesundheitsamt. Er übernahm ab 1925 die Leitung des Referats Veterinärwesen im Reichsinnenministerium. Fünf Jahre später wurde er Ministerialrat. Clemens Giese und der Jurist Waldemar Kahler waren während der NS-Zeit für die Erstellung des ersten deutschen Tierschutzgesetzes (damals Reichstierschutzgesetz vom 24. November 1933) verantwortlich. Am 10. Januar 1936 wurde in Berlin die Deutsche Gesellschaft für Tierpsychologie gegründet. Giese gehörte zum ursprünglichen Beirat der Gesellschaft. Nach dem Zweiten Weltkrieg wurde der parteilose Giese in der Hauptverwaltung Landwirtschaft und Forsten der Sowjetisch besetzten Zone Hauptabteilungsleiter im Veterinärwesen. Von dort ging er im Jahr 1948 wieder nach Arnsberg. Er hat sich maßgeblich am Fleischbeschaugesetz beteiligt und gab Anstöße zur Einberufung des Welttierschutzkongresses. Giese war bis zum Tod im Jahr 1961 Vizepräsident des Welttierschutzverbandes.

## Werke (Auszug)
Clemens Giese veröffentlichte 70 wissenschaftliche Abhandlungen.
- Clemens Giese: Beiträge zur Architektur der Knochenspongiosa und zur Statistik und Mechanik des Fessel- und Kronbeins bei der regelmäßigen, der bodenweiten und bodenengen Stellung des Pferdes, 1909
- Clemens Giese, Waldemar Kahler: Das deutsche Reichstierschutzgesetz vom 24. November, Weidmann, 1933
- Clemens Giese, Waldemar Kahler: Das deutsche Tierschutzrecht: Bestimmungen zum Schutze der Tiere, Duncker & Humblot, 1937
- Clemens Giese: Die deutsche Tierschutzgesetzgebung. in: Zeitschrift für Tierpsychologie 1, 187–188, 1937
- Clemens Giese: Zur Gründung der Deutschen Gesellschaft für Tierpsychologie. in: Deutsches Tierärzteblatt 14, 329–330, 1938
- Clemens Giese: Rückblick auf die diesjährige Jahrestagung der Deutschen Gesellschaft für Tierpsychologie. in: Deutsches Tierärzteblatt 20, 399–401, 1938
- Clemens Giese, L. Himmel: Das Fleischbeschaugesetz vom 29. Oktober 1940 mit den dazugehörigen Verordnungen und Ausführungsbestimmungen, Schaper, 1952

## Ehrungen
1954 wurde er als Ausgleich für seine Zurücksetzung während der NS-Zeit zum Ministerialdirigenten ernannt. Am 9. März 1957 bekam Giese das Große Verdienstkreuz. Anlässlich seines 80. Lebensjahres erhielt er im Jahr 1959 den Ehrendoktor der Freien Universität Berlin.